# Graafschap Dülmen
Het graafschap Dülmen of Croÿ-Dülmen was een graafschap in het Heilige Roomse Rijk. Het bestond kortstondig van 1803 tot 1806.
Het prinsbisdom Münster werd door de Reichsdeputationshauptschluss in 1803 geseculariseerd en verdeeld onder vorsten wier oude territoria op de linker Rijnoever door Frankrijk waren veroverd. Het district Dülmen werd als graafschap toegekend aan de hertog van Croÿ, Anne-Emanuel, die nu de rechten van de vroegere prins-bisschop kreeg. Hij stierf echter nog datzelfde jaar en werd opgevolgd door zijn zoon August van Croÿ.
Het gebied werd al in 1806 gemediatiseerd en aan het hertogdom Arenberg toegekend. Auguste verloor hiermee zijn soevereiniteit, maar behield zijn bezittingen. Na de mediatisering van Arenberg kwam Dülmen in 1811 onder direct gezag van Napoleon Bonaparte. In 1815 werd het een onderdeel van de kreis Coesfeld in de Pruisische provincie Westfalen. De hertogen van Croÿ-Dülmen werden als standesherren ondergeschikt aan de Pruisische kroon, maar bleven te Dülmen resideren.